# Nils Cedergren
Nils Cedergren, född 1752, död 1825, var en svensk militär.
Cedergren blev volontär vid fortifikationen 1767 och löjtnant vid finska brigaden 1786. Han blev major 1790, var kommendant i Tavastehus 1796–1808, blev överste 1802, och var chef för fortifikationen 1809–11. Cedergren erhöll avsked 1821. Han deltog med utmärkelse i Gustav III:s ryska krig och i Finska kriget. I det sistnämnda var han först chef för fortifikationens fältbrigad och senare, 17 augusti–23 september 1808, chef för 4:e brigaden, varvid han särskilt utmärkte sig som arriärgardeschef efter nederlaget i slaget vid Oravais.